# Kevin Williamson
Kevin Meade Williamson (New Bern, 14 de março de 1965) é um roteirista americano, mais conhecido pelos filmes de horror Scream e I Know What You Did Last Summer, e também pelas séries populares norte-americanas Dawson's Creek e The Vampire Diaries (juntamente com Julie Plec).

## Filmografia
| Filmes          | Filmes                          | Filmes            | Filmes                                                                | Filmes                                                                                |
| Ano             | Filme                           | Distribuidora     | Créditos                                                              | Notas                                                                                 |
| --------------- | ------------------------------- | ----------------- | --------------------------------------------------------------------- | ------------------------------------------------------------------------------------- |
| 1996            | Scream                          | Dimension Films   | Roteirista                                                            | Dirigido por Wes Craven                                                               |
| 1997            | I Know What You Did Last Summer | Columbia Pictures | Roteirista                                                            | Dirigido por Jim Gillespie; Baseado em I Know What You Did Last Summer de Lois Duncan |
| 1997            | Scream 2                        | Dimension Films   | Roteirista e Co-Produtor Executivo                                    | Dirigido por Wes Craven                                                               |
| 1998            | Halloween H20: 20 Years Later   | Dimension Films   | Co-Produtor Executivo                                                 | Dirigido por Steve Miner; Sétima sequência de Halloween                               |
| 1998            | The Faculty                     | Dimension Films   | Roteirista                                                            | Dirigido por Robert Rodriguez                                                         |
| 1999            | Teaching Mrs. Tingle            | Dimension Films   | Roteirista e Diretor                                                  |                                                                                       |
| 2000            | Scream 3                        | Dimension Films   | Co-Produtor Executivo                                                 | Dirigido por Wes Craven                                                               |
| 2005            | Cursed                          | Dimension Films   | Roteirista e Co-Produtor Executivo                                    | Dirigido por Wes Craven                                                               |
| 2005            | Venom                           | Dimension Films   | Produtor                                                              | Dirigido por Jim Gillespie                                                            |
| 2011            | Scream 4                        | Dimension Films   | Roteirista e Co-Produtor Executivo                                    | Dirigido por Wes Craven                                                               |
| Televisão       |                                 |                   |                                                                       |                                                                                       |
| Ano             | Título                          | Canal             | Créditos                                                              | Notas                                                                                 |
| 1998–1999, 2003 | Dawson's Creek                  | The WB            | Criador, Roteirista (1998–1999; 2003), Produtor Executivo (1998-1999) | Seis temporadas: 128 episódios; Ganhadora de dois prêmios e seis indicações.          |
| 1999            | Wasteland                       | ABC               | Criador, Roteirista e Produtor Executivo                              | Uma temporada: 13 episódios Não foi renovada para uma 2ª Temporada                    |
| 2002            | Glory Days                      | The WB            | Criador, Roteirista e Produtor Executivo                              | Uma temporada: 13 episódios Não foi renovada para uma 2ª Temporada                    |
| 2007            | Hidden Palms                    | The CW            | Criador, Roteirista e Produtor Executivo                              | Uma temporada: 8 episódios Série cancelada ainda em produção                          |
| 2009–2017       | The Vampire Diaries             | The CW            | Co-Criador da Série, Roteirista e Produtor Executivo                  | Baseada em The Vampire Diaries de L. J. Smith                                         |
| 2011–2012       | The Secret Circle               | The CW            | Co-Criador da Série, Roteirista e Produtor Executivo                  | Uma temporada: 22 episódios; Baseada em The Secret Circle de L. J. Smith              |
| 2013–2015       | The Following                   | Fox               | Criador da Série, Produtor Executivo                                  | Três temporadas, 45 episódios                                                         |
| 2014–2015       | Stalker                         | CBS               | Criador da Série, Produtor Executivo                                  | Uma temporada, 20 episódios                                                           |
| 2015–presente   | Scream                          | MTV               | Baseado no roteiro de; História por (apenas piloto)                   | Baseada na série de filmes Scream.                                                    |
| 2017            | Time Aflter Time                | ABC               | Criador, Escritor e produtor executivo                                | Baseada no livro Time After Time de Karl Alexander                                    |
| 2018–2020       | Tell Me a Story                 | CBS All Access    | Criador, Escritor e produtor executivo                                | Baseada na série de televisão mexicana Érase una vez                                  |